# Polychromator
Ein Polychromator (v. griech.: poly = viel + chromos = Farbe) ist ein Monochromator, bei dem sich in der Austrittspaltsebene kein Spalt befindet: so kann man das gesamte Spektrum räumlich aufgefächert gleichzeitig betrachten. Wird nun anstelle des Austrittsspaltes ein linearer Diodenarraydetektor (PDA) eingesetzt, kann das gesamte Spektrum gleichzeitig registriert werden.
Man erhält so einen Optical Multichannel Analyzer (OMA) oder Multi Channel Spectrometer (MCS), mit dem das zu untersuchende Spektrum simultan (zeitgleich, parallel) registriert werden kann. Dies stellt einen wesentlichen Systemgewinn dar gegenüber dem konventionellen Monochromator, bei dem die Wellenlängen nacheinander durchgescannt werden müssen. Moderne Multi Channel Spectrometer können ein komplettes Spektrum (z. B. im sichtbaren spektralen Bereich) sehr schnell an die Auswerte-Elektronik übergeben.
Typische Messzeiten liegen heute in Auflösungen bei 2048pixel/Spektrum bei wenigen Millisekunden.
Polychromatoren bilden damit die Grundlage für industrielle online-Anwendungen von spektroskopischen Messverfahren. In der Vergangenheit standen präzise und schnelle Empfängerbauelemente nicht zur Verfügung und spektroskopische Verfahren in der Qualitätskontrolle, in Emissionsmessung etc. wurden zeitaufwendig im Labor durchgeführt.
Weitere Vorteile von Polychromatoren sind u. a.:
- geringe Anzahl von optischen Bauelementen und damit ein vertretbarer Fertigungsaufwand
- keine mechanisch bewegten Teile (geringer oder kein Verschleiß auch bei Dauerbetrieb)
- meist dauerhaft justiert und mechanisch fixiert (Wartungsfreiheit)